# Alfons Carles Comín i Ros
Alfons Carles Comín i Ros (Saragossa, 9 d'agost de 1933 - Barcelona, 23 de juliol de 1980) fou un enginyer industrial, polític, sociòleg, escriptor i periodista català.

## Biografia
Era fill de Jesús Comín Sagüés, dirigent del carlisme aragonès, la família es va establir a Barcelona. El 1959 es doctorà en enginyeria industrial i el 1974 es llicencià en ciències de la informació. A Màlaga exercí de professor d'economia política, geografia econòmica i relacions humanes a diferents escoles professionals i a l'Escola de Perits Industrials. A Barcelona treballà en escoles professionals, escoles de quadres intermedis i a les escoles socials de barris. Fou professor a l'ESADE i a l'ICESB.
Sense abandonar mai el seu catolicisme evolucionà cap a posicions comunistes. El 1956 ingressà en el Frente de Liberación Popular, i el 1962 s'integrà al Front Obrer de Catalunya (FOC), que es constituïa en referent català del FLP. El 1970 ingressà en l'Organización Comunista de España-Bandera Roja (OCE-BR) i a Bandera Roja de Catalunya (1974), que poc després s'integrà en el Partit Socialista Unificat de Catalunya (PSUC). El 1973 creà el moviment Cristians pel Socialisme juntament amb Joan Nepomucè García-Nieto, i fou amb aquest darrer una de les figures assenyalades, en el si del PCE-PSUC, dels catòlics marxistes (Cristianos en el partido, comunistas en la Iglesia, 1977).
El 1980 fou elegit diputat al Parlament del Catalunya per les llistes barcelonines del PSUC. No va poder prendre possessió de l'escó, atès que morí el juliol de 1980 després d'una llarga malaltia.
Gran part de la seua anàlisi sociològica la dedica al poble andalús i, molt especialment, als andalusos establerts a Barcelona d'ençà els anys 1950. Fou director de la revista Taula de Canvi del 1976 fins a la seva mort. Els seus hereus polítics han bastit en memòria seua la Fundació Alfonso Comín.
El seu fill Antoni Comín i Oliveres fou diputat pel Partit dels Socialistes de Catalunya durant la setena i la vuitena legislatures autonòmiques del Parlament de Catalunya; durant l'onzena, va ser nomenat Conseller de Salut de la Generalitat de Catalunya, després d'haver estat elegit diputat a la llista de Junts pel Sí. El 28 d'octubre de 2017 es va exiliar a Bèlgica i actualment resideix a Lovaina.

## Obres
- España del sur (1965)
- Noticia de Andalucía (1970)
- España, ¿país de Misión? (1966)
- Per una estratègia sindical (1971)
- Fe en la tierra (1975)
- La reconstrucción de la Palabra (1977)
- Cuba entre el silencio y la utopía (1979)